# Nemzetünk Nagy Költői
A Nemzetünk Nagy Költői egy 20. század eleji magyar irodalomtörténeti könyvsorozat volt, amely a Stampfel-féle könyvkiadó vállalat kiadásában Pozsonyban, majd Budapesten jelent meg 1898 és 1902 (illetve újabb kiadásban 1905) között:
- 1. füzet. Gaál Mózes. Tompa Mihály élete és költészete. (48 l.) 1898.
- 2. füzet. Gaál Mózes. Petőfi Sándor élete és költészete. (64 l.) 1898.
- 3. füzet. Gaál Mózes. Arany János élete és költészete. (62 l.) 1898.
- 4. füzet. Gaál Mózes. Balassa Bálint báró élete és költészete. (40 l.) 1898.
- 5. füzet. Gaál Mózes. Gyöngyösi István élete és költészete. (46 l.) 1898.
- 6. füzet. Gaál Mózes. Zrinyi Miklós, a költő, élete és költészete. (46 l.) 1898.
- 7. füzet. Gaál Mózes. Csokonai Vitéz Mihály élete és költészete. (47 l.) 1898.
- 8. füzet. Gaál Mózes. Berzsenyi Dániel élete és költészete. (38 l.) 1898.
- 9. füzet. Gaál Mózes. Kazinczy Ferenc élete és költészete. (39 l.) 1898.
- 10. füzet. Gaál Mózes. Kölcsey Ferenc élete és költészete. (38 l.) 1898.
- 11. füzet. Gaál Mózes. Kisfaludy Sándor élete és költészete. (40 l.) 1900.
- 12. füzet. Gaál Mózes. Kisfaludy Károly élete és költészete. (40 l.) 1900.
- 13. füzet. Gaál Mózes. Vörösmarty Mihály élete és költészete. (63 l.) 1900.
- 14. füzet. Rakodczay Pál. Szigligeti Ede élete és költészete. (48 l.) 1901.
- 15. füzet. Rakodczay Pál. Katona József élete és költészete. (40 l.) 1901.
- 16. füzet. Rakodczay Pál. Madách Imre élete és költészete. (47 l.) 1901.
- 17. füzet. Bán Aladár, dr. Jósika Miklós élete és költészete. (48 l.) 1902.
- 18. füzet. Bán Aladár, dr. Eötvös József báró és költészete. (47 l.) 1902.
- 19. füzet. Nógrády László, dr. Jókai Mór élete és költészete. (64 l.) 1902.
- 20. füzet. Nógrády László, dr. Kemény Zsigmond báró élete és irodalmi működése. 1902.[1]

Az egyes füzetek később összevonva, nagyobb kötetekben is megjelentek.